# سیارک ۱۲۶۰
سیارک ۱۲۶۰ (به انگلیسی: 1260 Walhalla، نامگذاری:1933BW) هزار و دویست و شصتمین سیارک کشف شده‌است که در ۲۹ ژانویه ۱۹۳۳ و در هایدلبرگ کشف شد.
قدر مطلق سیارک برابر ۱۱٫۹۰ است.